# Longrita nathan
Longrita nathan är en spindelart som beskrevs av Norman I. Platnick 2002. Longrita nathan ingår i släktet Longrita och familjen Trochanteriidae.
Artens utbredningsområde är Queensland. Inga underarter finns listade i Catalogue of Life.